# Say Anything (groupe)
Pour les articles homonymes, voir Say Anything.
Say Anything est un groupe de rock américain, originaire de Los Angeles, en Californie. Il est formé autour du chanteur Maxim Adam Bemis qui est aussi le principal compositeur des titres du groupe. Le groupe est formé en 2000 avec Bemis et quatre de ses amis, dont Coby Linder, qui est toujours de la formation actuelle.
En 2003, le groupe signe avec Doghouse Records après avoir sorti par eux-mêmes trois EP et un album complet, Baseball : An Album by Sayanything. En 2004, le résultat, ...Is a Real Boy, est bien reçu par la critique. Toutes les chansons sont écrites par Max Bemis, qui compose également toutes les parties musicales, excepté les parties de percussions. Ce soin sera laissé à Coby Linder, le batteur du groupe.
Le groupe signera en 2005 avec J Records et sortira en 2006 ...Was a Real Boy, un EP supplémentaire à la version originale de ...Is a Real Boy qui contient sept chansons bonus. En octobre 2007, Say Anything sort son troisième album studio, In Defense of the Genre. En 2008, Max Bemis et Coby Linder forment un supergroupe avec Chris Conley et David Soloway du groupe Saves the Day, le groupe préféré de Bemis. Ils sortent un album éponyme en février 2009, sous le nom de Two Tongues. Le prochain album de Say Anything sera également éponyme, et est prévu pour le 13 octobre 2009.

## Biographie

### Débuts (2002–2004)

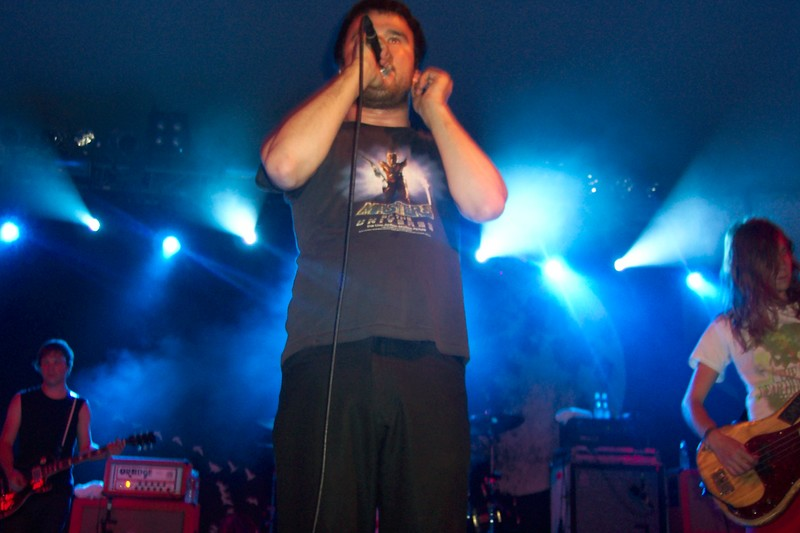
Say Anything à l'Université de Syracuse.

Aux alentours de 2002, Sayanything ajoute un espace à son nom pour devenir Say Anything. À la fin de 2002, Bemis et Linder enregistrent l'EP Menorah/Majora qu'ils publient en ligne. À cette période, cette sortie d'Say Anything générera « un conflit d'intérêts ». Drive-Thru Records signe le groupe et considère Max Bemis comme « le nouveau Bob Dylan »,. Brett Gurewitz d'Epitaph Records enregistre A Boston Peace, l'une des démos dorm-room, avec le groupe. Au début de 2003, Say Anything signe avec le label Doghouse Records,.
Après avoir signé avec le label, Bemis commence à écrire des chansons pour leur album chez Doghouse. Avec Linder, ils commencent à chercher un producteur. Ils font la rencontre de plusieurs producteurs et jettent leur dévolu sur Tim O'Heir et Stephen Trask,. « J'ai littéralement perdu mes esprits pendant l'enregistrement » explique Bemis. Plus tard, Bemis décide de se consacrer seulement à la musique et d'écrire ses idées sur papier. Vers juillet 2003, le groupe enregistre ...Is a Real Boy, leur premier album chez Doghouse Records. Avec O'Heir et Trask, Say Anything collabore avec Forrest Kline (du groupe de power pop Hellogoodbye) pour enregistrer l'EP For Sale..., publié en 2004. Le groupe collabore aussi avec ECA Records pour enregistrer un album promotionnel qui ne sera jamais publié.
...Is a Real Boy est publié le 3 août 2004. L'album fait participer Linder à la batterie et Bemis au chant, à la guitare, basse, et aux claviers. ...Is a Real Boy est bien accueilli par la presse spécialisée, noté d'un 99 % par AbsolutePunk.net et de quatre étoiles et demi sur cinq par AllMusic,. Pour leur tournée en soutien à ...Is a Real Boy, ils jouent avec Dan DeLauro, Casper Adams, et Kevin Seaton.
Say Anything signe avec J Records en 2005, dirigé par Sony BMG Music Entertainment, l'un des labels « big four ». Concernant cette signature, Bemis explique : « On voulait élargir notre fan base et avoir plus d'argent pour effectuer nos tournées dans de meilleures conditions. Je voulais aussi plus d'argent pour travailler avec un merveilleux producteur [In Defense of the Genre]. » En juin 2005, Say Anything est forcé d'annuler sa tournée de six dates avec Circa Survive et Emanuel à cause des problèmes de santé de Bemis (« problèmes de délires paranoïaques ») à Austin, au Texas,. À cette période, les problèmes de bipolarité de Bemis et son addiction sont un frein au groupe.  Les bassistes DeLauro et Seaton se seront déjà séparés du groupe. Andy Jackson quitte le groupe en septembre après seulement quelques mois de tournée avec Say Anything. Casper Adams, en conflit personnel avec Bemis malgré leur amitié, est renvoyé après un concert.
Le 3 octobre 2005, Bemis rechute ; cette fois, il est accusé d'avoir agressé un enfant, crachant dans son plat, s'engageant même dans une bagarre dans la rue, avant d'être finalement emmené dans un hôpital psychiatrique par un agent de police. Cet incident force Say Anything à annuler une autre tournée, cette fois avec les idoles de Bemis, Saves the Day, aux côtés de Senses Fail et The Early November. Le groupe est remplacé par Emanuel. Après son retour de l'hôpital, la mère de Bemis et les membres du groupe choisissent la clinique Menninger de Houston pour soigner Bemis. Finalement, Bemis approuve cette décision, y allant de son plein gré,.

### ...Is a Real Boy(2005–2007)
Chez J Records, Say Anything réédite ...Is a Real Boy accompagné d'un CD bonus intitulé ...Was a Real Boy le 28 février 2006. Cependant, des exemplaires sont mis en ligne illégalement par Tower Records et His Master's Voice, notamment sur eBay à des prix défiant toute concurrence. À cette période, le groupe publie le single Alive with the Glory of Love. Alex Kent se joint au groupe pour jouer de la basse. Jake et Jeff Turner se joignent à la guitare et aux chœurs après le départ d'Adams et Jackson. Parker Case complète le sextuor à la guitare et aux claviers après la séparation de son groupe, JamisonParker. À cette période, JamisonParker et Say Anything partagent le même agent artistique, Randy Nichols ; le groupe a rencontré Case dans une gare,,,.
En été 2006, Say Anything tourne avec Dashboard Confessional ; Ben Lee tourne aux États-Unis, et John Ralston joined the tour in Canada. Le groupe est demandé de jouer au Warped Tour, mais opte plutôt pour une tournée Dashboard. Bemis avouera qu'il ne se sentait émotionnellement pas prêt à jouer au Warped Tour. Say Anything termine ses premières tournées en tête d'affiche à la fin de 2006, après avoir tourné avec Piebald et mewithoutYou, Days Away, Brazil et Forgive Durden. En février 2007, Say Anything joue au Last Call with Carson Daly. Le groupe publie aussi son deuxième single, Wow, I Can Get Sexual Too, issu du disque bonus de l'album ...Was a Real Boy. Pendant ce mois-ci, le groupe annonce une tournée en tête d'affiche avec Saves the Day et The Almost, John Ralston, The Dear Hunter, et Manchester Orchestra en ouverture. Le groupe termine la tournée en avril et mai,. En août, Say Anything annonce une tournée avec Hellogoodbye sponsorisée par MySpace. Elle prend place en fin d'année en Amérique et en Europe,.

### In Defense of the Genre(2007–2008)

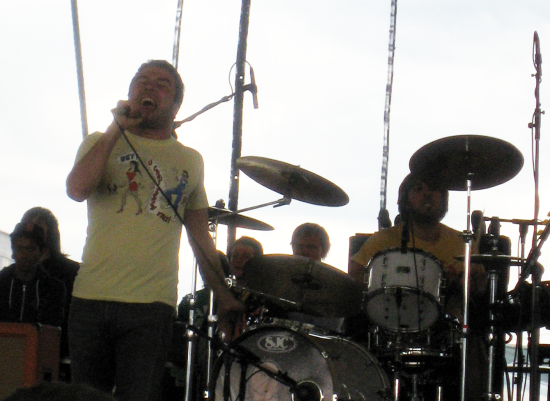
Bemis et Linder au Warped Tour, le 24 juillet 2008.

Des semaines avant la sortie de leur troisième album, Say Anything publie plusieurs chansons sur MySpace. iIls annoncent aussi des exemplaires en pré-commande et une couverture signée. Ils publient leur premier single extrait de leur nouvel album, Baby Girl, I'm a Blur, le 2 octobre 2007,. In Defense of the Genre est publié le 23 octobre 2007. Il est publié en format dual-disc de 27 chansons
Andy Jackson, un ancien membre et proche ami de Bemis, fera quelques apparitions. Ils apparaitra au Warped Tour 2007 avec Hot Rod Circuit et d'autres dans son studio. Jackson enregistre les morceaux vocaux pour plusieurs musiciens comme Gerard Way, Adam Lazzara, Anthony Raneri, Anthony Green, Hayley Williams, Aaron Gillespie, Jordan Pundik, et Chad Gilbert,,. Chris Conley, notamment, fournira les morceaux vocaux. L'Alternative Press lui attribue une note de 4,5/5, et Spin une note de quatre étoile sur cinq,,.
En janvier 2008, Say Anything annonce une tournée américaine avec Manchester Orchestra, Biffy Clyro et Weatherbox, entre mars et avril. Après la tournée, Say Anything en annonce une autre au Royaume-Uni en juin. Elle se fera en soutien à In Defense of the Genre, which publié localement le 23 juin 2008. Say Anything publie la vidéo Shiksa (Girlfriend) le 9 avril 2008. Le 25 avril 2008, Say Anything joue au Late Night with Conan O'Brien. En été 2008, Say Anything se joint au Warped Tour pour la première fois, à toutes les dates. Le 1er août 2008, Say Anything annonce le Max Bemis Song Shop, durant lequel les utilisateurs pourront payer 150 $ à Max Bemis pour écrire des chansonsde leur choix. Cette publicité ne sera cependant que de courte durée,.

### Say Anything(2008-2009)
Lors d'une conversation avec les fans le 14 mars 2008, Max Bemis annonce l'album This is Forever. AbsolutePunk.net rapporte le 1er août 2008, que J Records oleur « a retiré cette option. » Le 10 novembre, Bemis annonce que leur prochain album sera éponyme et annoncé pour 2009.
Lors d'un concert au College of Saint Rose d'Albany, à New York, le 25 avril 2009, Max Bemis annonce au public que leur prochain album, Say Anything est terminé.
Max poste sur Myspace que l'album est prévu pour le 16 octobre 2009. L'album sera publié par RCA Records et comprendra treize chansons dont Hate Everyone, le premier single de l'album qui sera publié le 25 août 2009. Le 19 août 2010, Say Anything et RCA Records se séparent. Le 29 septembre 2010, Say Anything annonce le départ d'Alex Kent et l'arrivée temporaire de Kenny Vasoli de The Starting Line à la basse pour leur prochaine tournée. Le 24 octobre 2011, Adam Thadius Siska (Sisky Business) est officiellement annoncé au sein de Say Anything.

### Anarchy, My DearetHebrews(2011–2015)
Le 13 juillet 2011, Max Bemis poste une vidéo annonçant la signature officielle du groupe au label Equal Vision Records. Il annonce aussi que Tim O'Heir, qui a produit leur deuxième album ...Is a Real Boy, produira leur cinquième album. De plus, Equal Vision a acquis les droits des anciens albums de Say Anything. Bemis annonce le 6 octobre sur AltPress.com le titre du nouvel album, Anarchy, My Dear. Anarchy, My Dear est publié le 13 mars 2012. Le 20 avril 2012, le clip Say Anything est diffusé sur mtvU.
Le 9 novembre 2012, Equal Vision annonce la sortie de l'album tant attendu, Baseball, l'EP Menora/Mejora, les démos Dormroom, Junior Varsity, et autres.
Le 22 janvier 2013, Say Anything publie All My Friends Are Enemies: Early Rarities, une compilation qui comprend toutes les chansons enregistrées par Say Anything avant la sortie de ...Is a Real Boy. Le groupe tourne du 6 juin 2013 jusqu'à la fin de l'été en soutien à l'album. Le 13 janvier 2014, l'épouse de Max Bemis, Sherri DuPree-Bemis, annonce que le nouvel album de Say Anything est presque mixé. L'album, Hebrews, est publié le 10 juin 2014 au label Equal Vision Records.

### I Don't Think It Is(depuis 2016)
Le 4 février 2016, Say Anything publie I Don't Think It Is sans aucune annonce.

## Membres

### Membres actuels
- Max Bemis – chant (depuis 2000)
- Parker Case – claviers, guitare, chœurs (depuis 2005)
- Reed Murray – batterie (depuis 2013)
- Garron DuPree – basse (depuis 2013)
- Kenny Bridges (Moneen) - guitare, chœurs (tournée ; depuis 2014)

### Anciens membres
- Evan Span – guitare (2000–2001)
- Michael Levin – basse (2000–2002)
- Josh Eichenstein (2000)
- Dan DeLauro – basse (2003–2004)
- Alex Hedrick — guitare (2004)
- Kevin Seaton – basse, guitare (2004–2005)
- Casper Adams – guitare (2003–2005)
- Alex Kent – basse, chœurs (2004–2010, 2016)
- Coby Linder – batterie, chœurs (2000–2012)
- Adam Siska – basse (2011-2013)
- Jake Turner – guitare, chœurs (2005–2014)
- Jeff Turner – guitare, chœurs (2006–2014)

### Membres de tournée notables
- Andy Jackson – guitare (2005)
- Kenny Vasoli - basse, chœurs (2010-2011)
- Fred Mascherino - guitare, chœurs (2014)
- Chris Conley - guitare, chœurs (2014)
- Greg Dunn - guitare, claviers, chœurs (2014–2016)

## Discographie

### Albums studio
- 2001 - Baseball
- 2004 - ...Is A Real Boy
- 2007 - In Defense of the Genre
- 2009 - Say Anything
- 2012 - Anarchy, My Dear
- 2014 - Hebrews
- 2016 - I Don't Think It Is
- 2019 - Oliver Appropriate
- 2024 - ...Is Committed